# نصر بن عاصم
نصر بن عاصم لَیثی (متولد المدينه المنوره٦٦٠م-بصره۷۰۸م) از نخستین زبان‌شناسان عربی در نحو بود. گفته‌ می‌شود که او پیشنهاد نقطه‌گذاری مصحف را داد. عمرو بن علا از شاگردانش بود.   اوست که قرار داده است نقطه‌ گذاری خط عربی برای تمایز حرف‌های یکریخت (ب،ت،ث،ف،ق،ذ،ز،ش،ض،خ،ج،ة)